# Verpillières-sur-Ource

Verpillières-sur-Ource este o comună în departamentul Aube din nord-estul Franței. În 1 ianuarie 2022 avea o populație de 109 de locuitori.